# Śrikhand

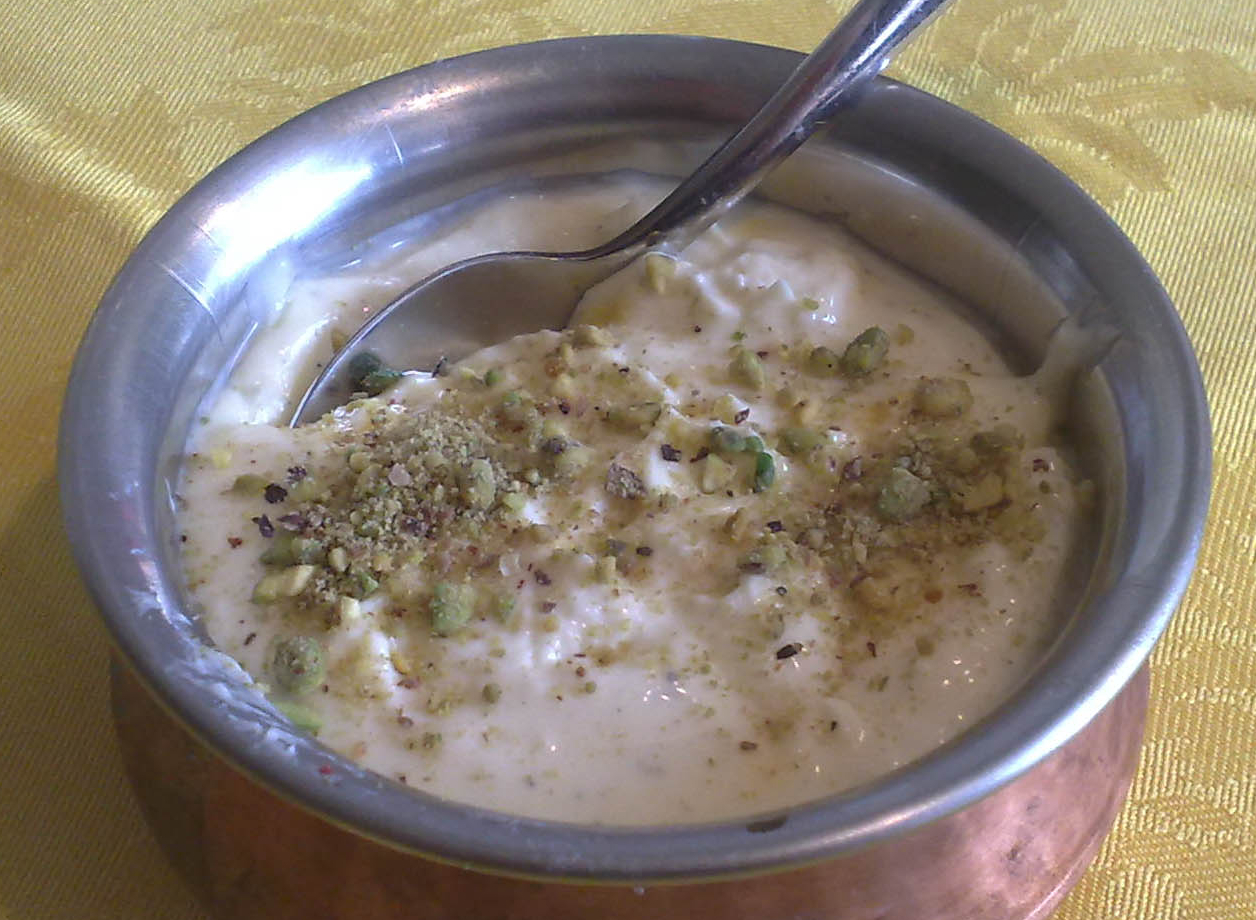
Śrikhand

Śrikhand (dewanagari: श्रिखंड) – deser indyjski, sporządzony na bazie jogurtu i owoców, zwłaszcza mango oraz przypraw, np. kardamonu i szafranu. Popularny jest zwłaszcza w zachodnich Indiach. Podawany jest schłodzony, jako kontrast do pikantnych potraw.